# Columna de San Pablo
La Columna de San Pablo es un monumento conmemorativo situado en la capilla de San Máximo del castillo de Agliè, antigua residencia de los reyes de Cerdeña.

## Historia
El origen más remoto de la columna se encuentra en el incendio que en 1823 destruyó gran parte de la basílica de San Pablo Extramuros en Roma, consagrada en el siglo IV sobre el lugar en que fue enterrado San Pablo.
Tras el incendio se comenzó una campaña para poder reconstruir la basílica.
Como respuesta a la importante contribución de Carlos Félix, León XII decidió regalarle una columna fabricada con mármol de la parte destruida de la basílica.
Las piezas de la columna llegaron a Génova en 1827. Carlos Félix decidió su instalación en el centro de la capilla del castillo de Agliè, que era residencia privada del monarca. Los encargados de la instalación fueron el escultor Giacomo Spalla, asistido por Luigi Duguet. Los trabajos se finalizaron en 1828.

## Descripción
La columna se sitúa en el centro de la capilla, que se encuentra a su vez situada en el ángulo sudoeste del patio central del castillo de Agliè.

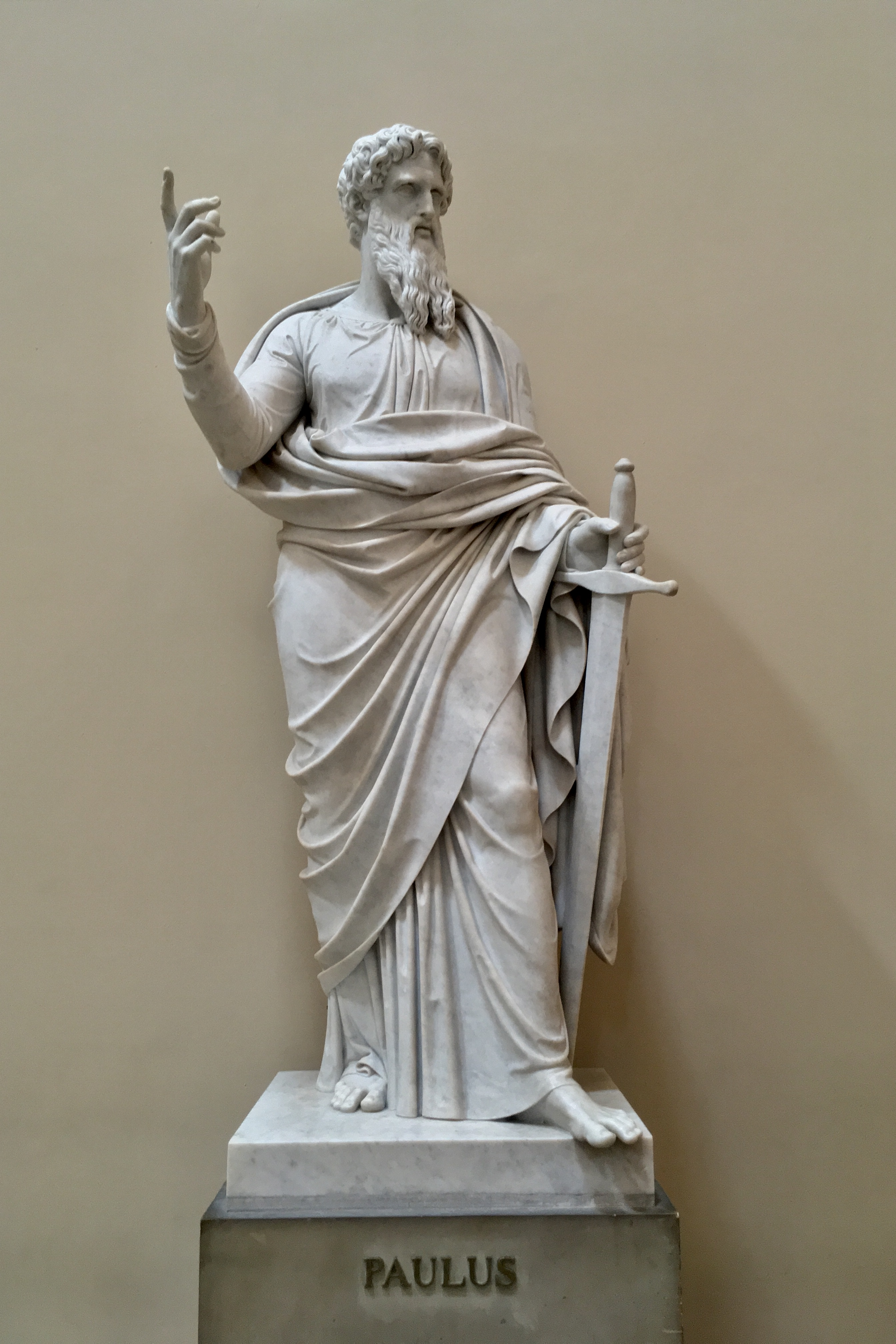
Estatua de San Pablo por Thorvaldsen en la Frauenkirche de Copenhague de la que se deriva la que corona la Columna de San Pablo.

La columna mide un total de 3,50 metros de alto y se encuentra hecha de mármol blanco procedente de la basílica de San Pablo Extramuros. Se encuentra coronada por una estatua en bronce dorada de San Pablo sobre un podio de pórfido, en el que se engasta una reliquia del santo.
La estatua fue realizada por Giuseppe y Pietro Paolo Spagna, siguiendo el modelo de la realizada por el escultor danés Thorvaldsen para la iglesia de Nuestra Señora en Copenhague.
En su instalación en el castillo, se rodeó la columna por una verja perimetral de planta cuadrada realizada por hierro parcialmente dorado. En los ángulos de la verja se disponen cuatro columnas de mármol amarillo, sobre las que se disponen cuatro ángeles de bronce arrodillados soportando candeleros de bronce dorado.
Se conserva una maqueta de una columna coronada por una estatua de San Pablo, que pudiera estar relacionada con esta columna al haber formado parte de las colecciones del príncipe Fernando, duque de Génova; miembro casa de Saboya que rigió Cerdeña y después Italia.